# Пешков, Михаил Александрович
Михаил Александрович Пешков  (22 октября 1903, Иркутск — 1977, Москва) — российский и советский цитолог, кариолог и протистолог, кинематографист; доктор биологических наук, профессор. Первым в мире обнаружил у бактерий нуклеоиды; открыл многоклеточные бактерии, вошедшие в состав нового порядка Caryophanales; автор работ по сравнительной цитологии протистов растительного и животного происхождения, синезеленых водорослей, бактерий и актиномицетов. Одним из первых в стране стал применять фазово-контрастную оптику и изготовил новый тип аноптрального объектива системы Пешкова. Им были выполнены первые в нашей стране исследования кариологии L-форм бактерий.

## Биография
Михаил Александрович окончил В 1929 году Медицинский факультет Иркутского государственного университета где его учителями были протистолог профессор В.Т. Шевяков и микробиолог профессор О.И. Бронштейн. К окончанию университета Михаил Александрович был автором трех уже опубликованных научных работ. В 1932 году Пешков получил от протистолога профессора Г.В. Эпштейна приглашение в Москву во Всесоюзный институт прудовою рыбного хозяйства (ВНИИПРХ) научным сотрудником в сектор болезней рыб. По результатам исследований в этом институте в 1935 году он защитил кандидатскую диссертацию на тему «Краснуха карпов».
В 1933 году Михаил Александрович перешел к Г.В. Эпштейну в Кольцовский Институт экспериментальной биологии в отдел генетики протистов. В 1935 году, после неожиданной кончины Г.В. Эпштейна, Михаил Александрович стал руководителем отдела генетики протистов. Его научные интересы были связаны с исследованием ядерных структур у прокариот. Он первым в мире стал изучать ядерный аппарат бактерий; занимался проблемой изменчивости и циклов развития бактерий, синсзсленых водорослей и простейших в связи с изменением ядерного аппарата.
В 1937 году Пешков открыл многоклеточные бактерии Caryophanon, поражавшие своими большими размерами, а также необычайно четко выявляющимися ядрами и ставшие излюбленным объектом в цитологических лабораториях разных стран. Открытые им бактерии Caryophanon latum и Caryophanon tenue вошли в состав нового порядка Caryophanales. Михаил Александрович вспоминал об этом времени: «Осенью 1937 г. культуры были привезены (из окрестностей г. Боровичи) в Москву в лабораторию генетики протистов и после консультации с Николаем Константиновичем Кольцовым, поскольку у нового микроба отчетливо наблюдался его ядерный аппарат как в окрашенном, так и в живом виде, ему, по совету Николая Константиновича, было присвоено имя Caryophanon, что значит проявляющий ядро». Эти результаты были опубликованы в 1939 году. Через год им также были открыты и впервые описаны бактерий типа Oscillospiraceae».
В 1940 году Пешков защитил докторскую диссертацию по теме: «Полиэнергидные стадии развития бактерий в связи с изменениями ядерного аппарата», а в 1947 году ему было присвоено звание профессора. На протяжении многих лет Пешков читал лекции по сравнительной цитологии протистов на биологическом факультете Московского государственного университета. В 1955 году была опубликована монография М.А. Пешкова «Цитология бактерий», а в 1966 году его «Сравнительная цитология синезеленых водорослей, бактерий и актиномицетов». Последняя монография посвящена филогении и сравнительной цитологии некоторых протистов растительного и животного происхождения, синезеленых водорослей, бактерий, в том числе открытых автором многоклеточных бактерий порядка Caryophanales. Особое внимание в его книге уделено анализу тонкого строения ядерного аппарата этих организмов. Пешков был известен как оригинальный мыслитель и сыграл роль как изобретатель. В 1957 году он получил патент на изобретение особого Объектива для аноптрального микроскопа, отличающегося отсутствием ореолов и повышенным качеством изображения рассматриваемого объекта.
Пешков почти всю жизнь проработал в Кольцовском институте: сначала в Институте экспериментальной биологии у Кольцова, затем в Институте цитологии, гистологии и эмбриологии АН СССР и, наконец, в Институте биологии развития у Б.Л. Астаурова. В 1967 г. во вновь созданном Институте Михаил Александрович возглавил лабораторию цитологии протистов и микрокинометодов и руководил этим коллективом до конца жизни. Уже после кончины М.А. Пешкова, в 1977 году в издательстве «Наука» была опубликована его монография «Систематика и биология многоклеточных бактерий порядка Caryophanales Peshkoff». Эта монография стала итогом более 35 лет исследований открытых им бактерий. В работе представлены данные о тонком строении, биологии, физиологии питания, генетике и систематике этих гигантских микроорганизмов.

## Работа в кино
Пешков стал одним из пионеров микрокиносъемки. Использую собственную оптику и систему киносъемки, он создал несколько уникальных фильмов о биологии простейших, делении ядра у протистов, движению цитоплазмы в растущей пыльцевой трубке. Фильм Михаила Александровича «Митоз» был и остается прекрасным учебным пособием для многих поколений цитологов и клеточных биологов.

## Отзывы современников
Михаил Александрович обладал блестящими способностями и огромной эрудицией в области микроскопической оптики и фотографии. М.А. Пешков был человеком разносторонних интересов и увлечений. Вот что вспоминает о нем H.Л. Делоне, работавшая с ним в Институте цитологии, гистологии и эмбриологии:
Я помню Михаила Александровича Пешкова, который для отдыха выбегал из своей лаборатории и в зале бравурно играл на рояле. Он делал высокопрофессиональные микрофильмы живых клеток. Его специальностью была цитология. Михаил Александрович был многогранным человеком, и все, что он делал, было на самом высоком уровне. Он имел красивый баритон и пел. У него было музыкальное образование. Он прекрасно рисовал. У Михаила Александровича было множество разнообразных аквариумных рыбок, которых он держал в помещении лаборатории. Он их скрещивал, выводил новые формы, вел по поводу рыбок широкую переписку и обменивался ими с другими любителями. В лаборатории он содержал и некоторых певчих и просто красивых птиц. Эрудиция ето по многим вопросам удивляла своим разнообразием. Но главным делом он избрал изучение живой клетки; в основном он специализировался на одноклеточных эукариотах. Он выбирал оригинальные подходы в исследованиях. В своей специальности он был блистателен. Его микрофильмы и микрофотографии поражали... — H.Л. Делоне.
Помню, как в МГУ на лекциях по строению микробной клетки в конце 50-х годов профессор М.Н. Мейсель несколько барственно аттестовал Михаила Александровича как "нашего советского Левенгука". Не было ли здесь скрытой ревности? Ведь экспериментальное мастерство принесло Пешкову крупнейшее открытие — выявление у бактерий ядерных структур, по ряду признаков отличающихся от классических ядер высших организмов и позже получивших название "нуклеоиды". Именно на Caryophanon Михаил Александрович показал у бактерий неизвестное прежде в иных ядрах, т.е. кольцевое строение их единственной хромосомы. — Е.В. Раменский.

## Избранные труды
- Пешков М.А. Бактериальная колония как гистологический объект // Журнал микробиологии, эпидемиологии и иммунобиологии 16. № 2. 1936. С. 257—260.
- Пешков М.А. Цитология бактерий. М-Л.: Изд. Ан СССР. 1955. 220 с.
- Пешков М.А. Сравнительная цитология синезеленых водорослей, бактерий и актиномицетов. М.: Изд. "Наука". 1966. 246 с.
- А.Ф. Иваницкая, М.А. Пешков, М.И. Сорокина, Е.А. Берлин. Петр Иванович Живаго. 1883-1948. М.: "Наука". 1975. 112 с.
- Пешков М.А. Систематика и биология многоклеточных бактерий порядка Caryophanales Peshkoff[англ.]. М.: "Наука". 1977. 264 с.